# Суматранський кіт
Суматранський кіт, плоскоголовий кіт (Prionailurus planiceps) — вид кішок роду азійського кота (Prionailurus) підродини малі кішки (Felinae), який поширений на півострові Малакка, островах Борнео та Суматра. З 2008 вид проходить по статусу видів під загрозою вимирання у Червоному списку Міжнародного союзу охорони природи внаслідок руйнування водно-болотних угідь в середовищі проживання тварини. Можливо наразі в дикій природі живе менше 2500 дорослих осіб суматранського кота.
Як і інші невеликі кішки, раніше суматранський кіт був приписаний до роду кіт, але наразі є видом азійського кота.
Суматранські кішки є дуже рідкісними у неволі. Всього їх нараховується менш ніж 10, і всі вони знаходяться в Малайзійському та Таїландському зоопарках.

## Зовнішній вигляд
Суматранська кішка відразу розпізнається по крайній плоскості черепа, яка простягається від носа до країв мордочки, боки якої розтягнуті під скосом. Загальний вигляд тіла стрункий, кінцівки делікатні і довгасті. Голова видовжена та більш циліндрична, ніж у домашніх кішок. Відстань від очей до вух доволі велика. Циліндрична форма та латеральне скорочення голови контрастують із незвичайною довжиною зубів. Розмір іклів суматранського кота такий же великий, як і у ссавців, які більші його вдвічі.
Товсте хутро кішки червонувато-коричневого кольору на верхівці голови, темно-чало-коричневе на тулубі і строкато-біле на животі. Мордочка світліша за тулуб. По обидвох боках від носа між очима знаходяться дві виразні білуваті смуги. Вуха округлі. Очі нетипово поставлені близько один до одного та виступають назовні. Ця особливість надає суматранському коту краще стереоскопічне бачення. Зуби пристосовані до захоплення ковзької здобичі, щелепи доволі сильні. За допомогою таких зубів та сильної щелепи кішки здатні ловити та утримувати водяну здобич так само добре, як і коти-рибалки. Лапи дещо короткуваті. Кігті можуть висуватися, але покривна оболонка є настільки зменшеною у розмірах, що вони можуть виступати лише на дві третини своєї довжини.
Передні верхні премоляри більші та гостріші в порівнянні з іншими кішками. Міжпальцеві перетинки на лапах допомагають суматранській кішці краще пересуватися у заболоченому та водяному середовищі. Також у порівнянні із котом-рибалкою, міжпальцеві перетинки суматранського кота є ще більш вираженими.
Довжина голови та тулуба сягають 41-50 см, хвоста — 13-15 см. Важить кішка від 1,5 кг до 2,5 кг.

## Розповсюдження
Розподіл суматранських кішок обмежуються низинними тропічними лісами в периферійному півдні Таїланду, півострову Малайзії, штатах Сабах та Саравак, Брунею, островах Калімантан та Суматра. Переважно мешкають у прісноводних середовищах існування поблизу прибережних і низинних районах. Понад 70 % задокументовувань були зібрані менш ніж в 3-х км від води. Проживає як у первинному, так і у вторинному лісі.
В 2013 році суматранських кішок було задокументовано в Лісі-заповіднику Пасо в Малайзії. Оскільки Пасо не має ніяких великих річок чи озер та загально покритий горбистими діптерокарповими лісами, ця знахідка дала нову інформацію щодо потенційного діапазону проживання суматранського кота. Навколишніми ландшафтами Пасо переважно є плантації, які існують там з 1970 року. Оскільки суматранських кішок було виявлено за 1,5 км від плантацій олійних пальм, вчені зробили висновок, що вид пристосовується до змін оточення набагато краще, ніж вважалося раніше.

## Поведінка

Суматранська кішка збоку

Суматранська кішка веде поодинокий спосіб життя та мітить свою територію, розпорошуючи сечу. В неволі і самці, і самиці мітили свої території. Епізодичні історичні документації засвідчили про те, що кішка веде нічний спосіб життя. Проте доросла самиця, яка знаходилась у неволі, показувала активність між 8:00 та 11:30 та між 18:00 і 22:00 годинами. Було задокументовано, що цей вид вмивається так само, як і ракуни.
Вокалізація суматранських кошенят дуже нагадує кошенят домашніх кішок. Вокальний репертуар дорослих особин неповністю досліджений, проте відомо, що вони вміють муркотіти та видавати інші короткі вокалізації.

## Харчування
Вміст шлунку кішок на малайзійському березі складався лише із риби. Суматранські кішки вміють вхоплювати рибу, повністю заглиблюючи голову під воду. Розуміють стратегічну тактику, оскільки відносять щойно впольовану рибину мінімум на два метри від води, аби та не мала шансів потрапити назад у водне середовище. Кішки, які живуть у неволі показують більший інтерес у полюванні у воді, ніж на суші, що вказує на те, що річкові лови є їх природною поведінкою. Морфологічні особливості вказують на те, що їх харчування в основному складає риба, проте відомо, що вони також полюють на земноводних, ракоподібних, пацюків та курей.

## Розмноження
Вагітність у середньому триває 56 днів. Із трьох виводків, які були народжені в неволі один містив двох кошенят, інші два мали по одному дитинчаті. Дві дорослі особини прожили в неволі 14 років.

## Зберігання
Суматранська кішка входить до Додатку I СІТЕС. В Індонезії, Малайзії та Таїланді повністю заборонена торгівля та полювання на суматранських котів.